# Monasterio de Nuestra Señora de Alconada
El monasterio de Nuestra Señora de Alconada (o Arconada) es la denominación de un antiguo monasterio cisterciense, antiguo santuario mariano, que fue regentado y custodiado por las madres de la Congregación de san Bernardo o de Castilla del císter desde 1985 hasta la actualidad, situado en Ampudia, en la comarca de Tierra de Campos de Palencia (Castilla y León, España). El actual edificio del templo data del siglo XVIII y en su interior acoge una réplica de la antigua imagen románica.

## Historia y descripción
El monasterio se halla a pocos kilómetros al nordeste de Ampudia, en la carretera de Dueñas y Palencia, junto al arroyo del Salón, en una pradera arbolada. El monumento remonta sus orígenes al siglo XIII, cuando se erigió una ermita para custodia devocional de una imagen románica sedente de la Virgen María con el Niño, hallada por un labrador que, gracias a ella, recobró la vista, según la tradición popular, en 1133, en una capilla subterránea, en el pueblo de Arconada, cerca de Carrión de los Condes. Tras su descubrimiento, la imagen permaneció en el altar mayor de la iglesia parroquial de Arconada hasta que en 1219, en acatamiento, según continúa diciendo el relato tradicional, del deseo de la Virgen, fue trasladada a Ampudia para recibir culto en un primitivo santuario particular bajo la advocación de Nuestra Señora de Arconada, en referencia al citado pueblo. Esta Virgen se convirtió en la patrona de Ampudia y de la comarca de Tierra de Campos palentina. Su festividad se celebra el 8 de septiembre.
Se trata de una talla muy antigua, una obra románica de finales del siglo XII o principios del XIII. La Virgen ya fue venerada en Écija (Sevilla), bajo la advocación de Nuestra Señora de los Remedios, hasta la ocupación árabe del 711, en que dos capitanes del derrotado ejército visigodo la pusieron a salvo, llevándola hasta Arconada, donde la enterraron. Fue desenterrada y venerada bajo el nombre de Nuestra Señora del Socorro durante más de 100 años, hasta su traslado a Ampudia, donde recibió el nombre de Nuestra señora de Arconada. Actualmente, la talla se halla en el Museo de Arte Sacro de Ampudia, situado en el antiguo edificio del convento de san Francisco.
Alfonso X le dedica a la Virgen de Arconada una de las últimas composiciones de sus Cantigas de Santa María, escritas en gallego-portugués. También hay referencias de la imagen mariana en las obras del mítico arcediano del Alcor (especie de vicario episcopal de la zona, cargo hoy desaparecido por la preeminencia del arcipreste y del vicario de Campos, según las directrices del Vaticano II). El papa Benedicto XIII (el papa Luna) explicita en su Cartulario la advocación de esta Virgen.
El edificio de la iglesia:
La fábrica corresponde a una reforma general acometida entre 1729 y 1747 bajo la dirección del maestro arquitecto fray Juan Antonio Suárez. Gracias a las generosas limosnas de los devotos, la antigua ermita-santuario fue reconstruida y ampliada en estilo barroco en un espacioso templo con planta de cruz latina, bóveda de cañón y rico mobiliario; con todo, las obras quedaron inconclusas por falta de fondos. El interior acoge los siguientes elementos: el retablo mayor, realizado en madera dorada y jaspeada (1784), de estilo neoclásico, en cuyo centro, en un camarín, se alza la imagen (répicla de la talla original) de la Virgen de Alconada; otros cuatro retablos de estilo barroco; cuatro lienzos de 1749 con diversos pasajes de la leyenda de la Virgen, y diversas tallas de santos.

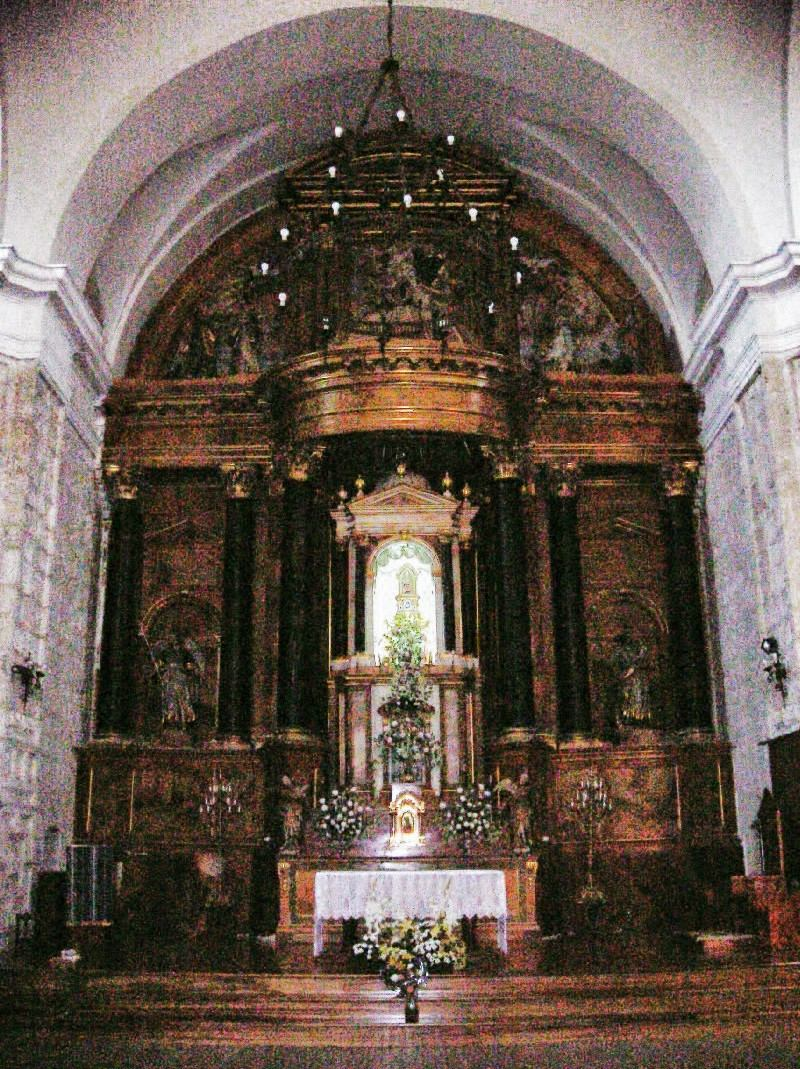
Retablo de la capilla Mayor

Durante los dos siglos siguientes, el edificio fue deteriorándose hasta el punto de presentar un aspecto deplorable, según informa una crónica del navarro Monasterio de la Oliva fechada en 1950. En 1956 la comunidad de 30 monjas que habitaban el monasterio de Sancti Spiritu de Olmedo, Valladolid, adscrito a la Orden Cisterciense de la Estricta Observancia (Trapenses), se trasladó a este lugar, convirtiendo en monasterio las dependencias adosadas al santuario. En 1978, esta primera comunidad monacal se mudó al Santuario de Nuestra Señora de Vico, en Arnedo, La Rioja.
El monasterio de Alconada quedó vacío hasta 1985, año en que cuatro hermanas procedentes del monasterio de Nuestra Señora del Valle de Aranda de Duero, Burgos, perteneciente a la Congregación de San Bernardo o de Castilla, del Císter, tomó posesión del mismo, bajo el pontificado del obispo Nicolás Castellanos, Premio Príncipe de Asturias y último obispo nombrado por Pablo VI. En 1988, el santuario fue objeto de una amplia restauración. En agosto y septiembre de 2021, cuando se acometían unas obras en el tejado del templo, este sufrió un doble incendio, parece que no fue intencionado; la comunidad de madres cistercienses no se vio afectada al habitar en las dependencias anexas. A principios de febrero de 2022, se difunde de forma oficial que las dos religiosas que permanecen en el monasterio se marcharán en marzo por razones preceptivas de las normas canónicas: si la comunidad cisterciense está integrada por menos de tres madres, la Orden o Congregación las distribuye y las incardina en otra comunidad. Al instalarse, eran cuatro las madres de esta comunidad. En diciembre de 2021, fallece Sor Anunciación (que ostentó el cargo de abadesa durante varios años). De modo que la comunidad queda reducida a dos madres: la actual abadesa, Sor Mónica y otra religiosa, Sor Rosario. Se incorporarán a la comunidad de Sta. María de los Peligros (Madrid). Cabe reseñar la ingente y generosa labor de toda índole que todas ellas han venido realizando durante su permanencia en el monasterio: desde su vida contemplativa y de acción (trabajos de exquisita labor de encuadernación junto a la repostería), la custodia y cuidado del templo mariano junto al fomento de la devoción por la Virgen, el cuidado del entorno, etc.
Existe la Asociación de Amigos y Amigas de la Virgen de Alconada, con sede en Ampudia. Hace una década se singularizaba por su dinamismo, proyectos y actividades. Pero desde 2010 o se ha extinguido o funciona mínimamente. Su página web ofrece buena muestra de la inactividad al no aparecer contenidos actualizados, ni informaciones relativas a actos, programas, proyectos. 
La Villa de Ampudia, como acto de hermanamiento con la localidad de Arconada, celebra encuentros y actividades para conmemorar el origen primigenio de la imagen de la Virgen.
En la actualidad, las madres cistercienses, no sin dificultades - por las estrecheces económicas- mantienen vivo el carisma de san Benito: consagradas y dedicadas a la oración, a la "Lectio Divina" (ORANT); al trabajo de las encuadernaciones artesanales y a la elaboración de productos de repostería que pueden adquirirse en la tienda del monasterio (LABORANT). Asimismo, tienen previsto abrir una hospedería en breve.

## Demografía
Evolución de la población en el siglo XXI
| Gráfica de evolución demográfica de Nuestra Señora de Alconada entre 2000 y 2020 |
|                                                                                  |
| Población de derecho (2000-2020) según el padrón municipal del INE               |

## Galería

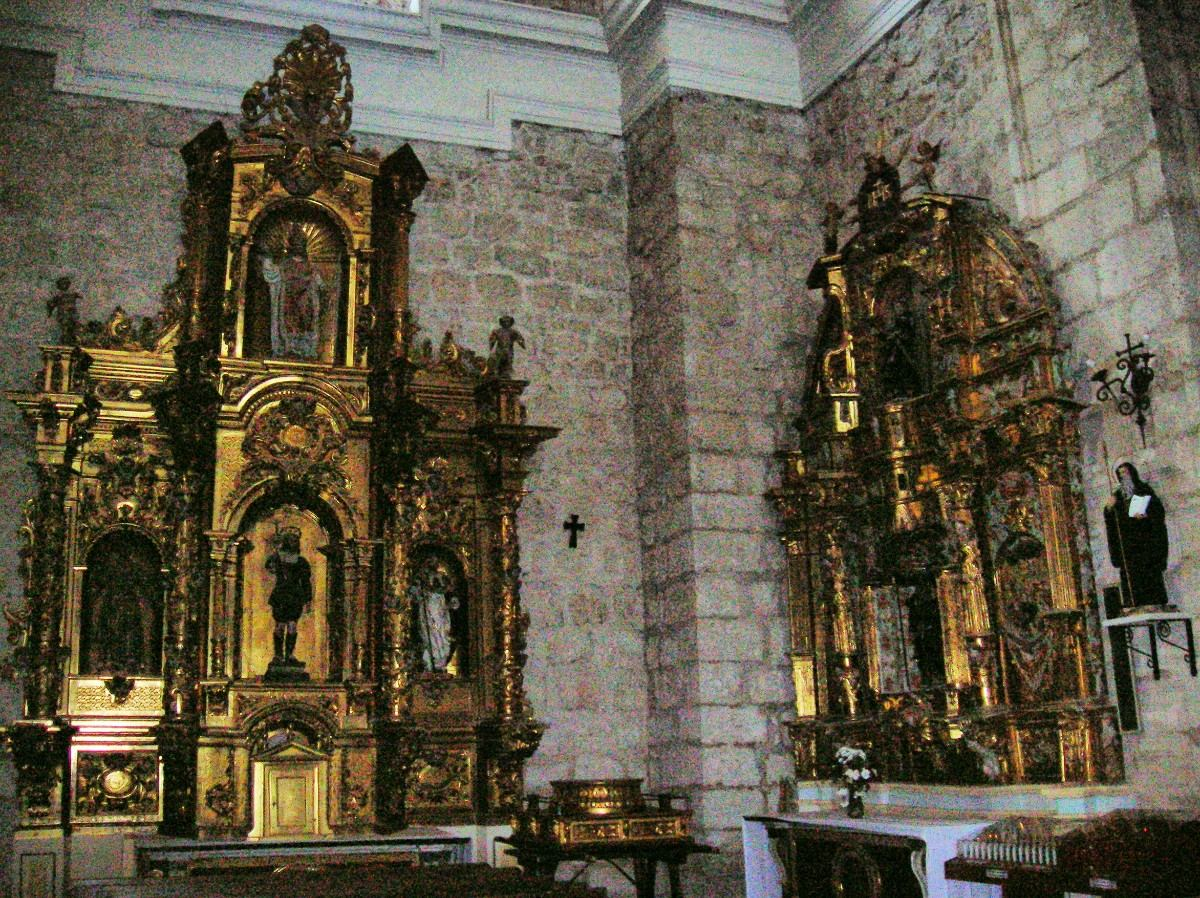
Retablos barrocos
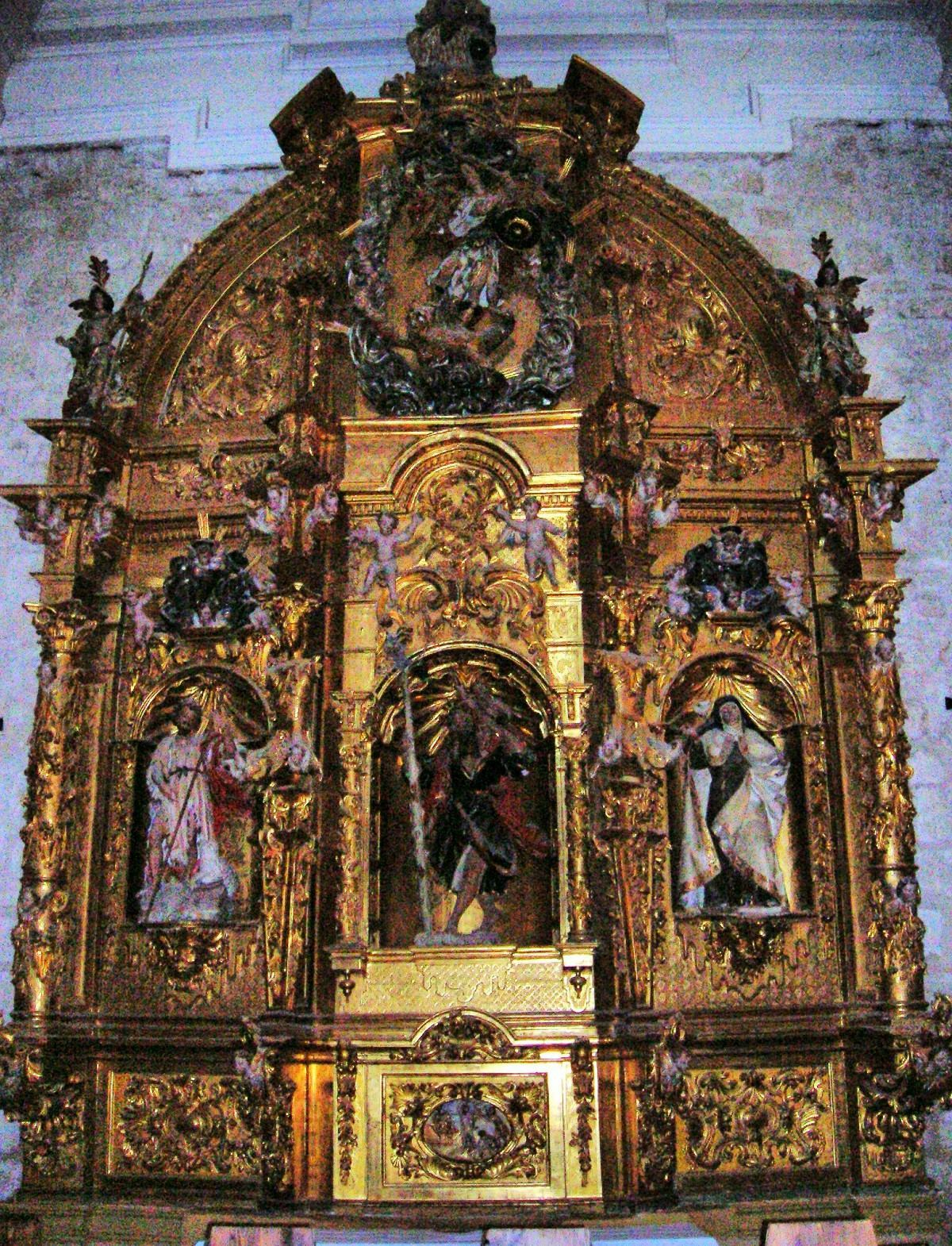
Retablo barroco
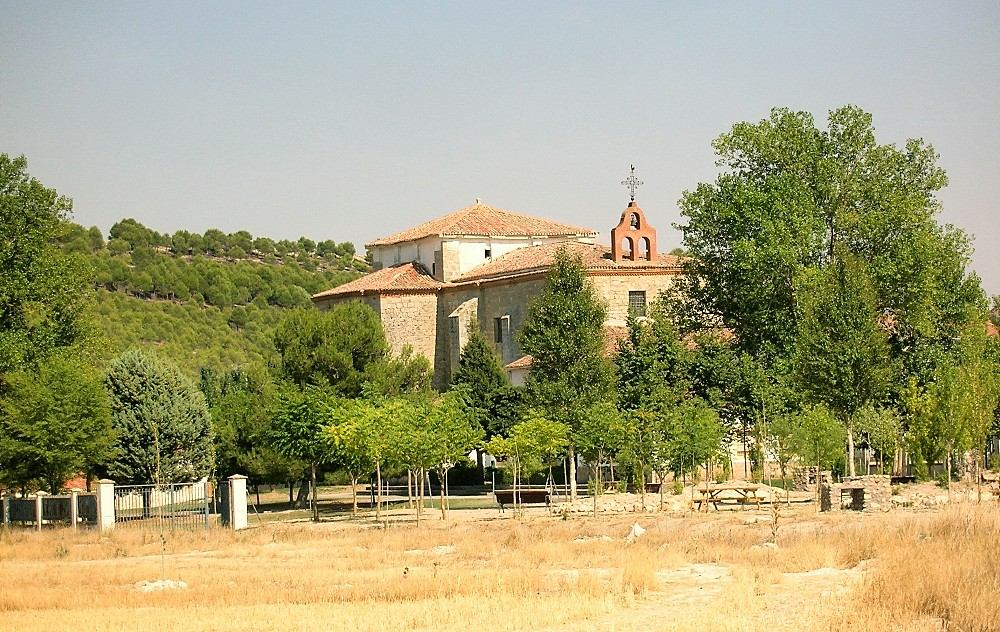
Panorámica
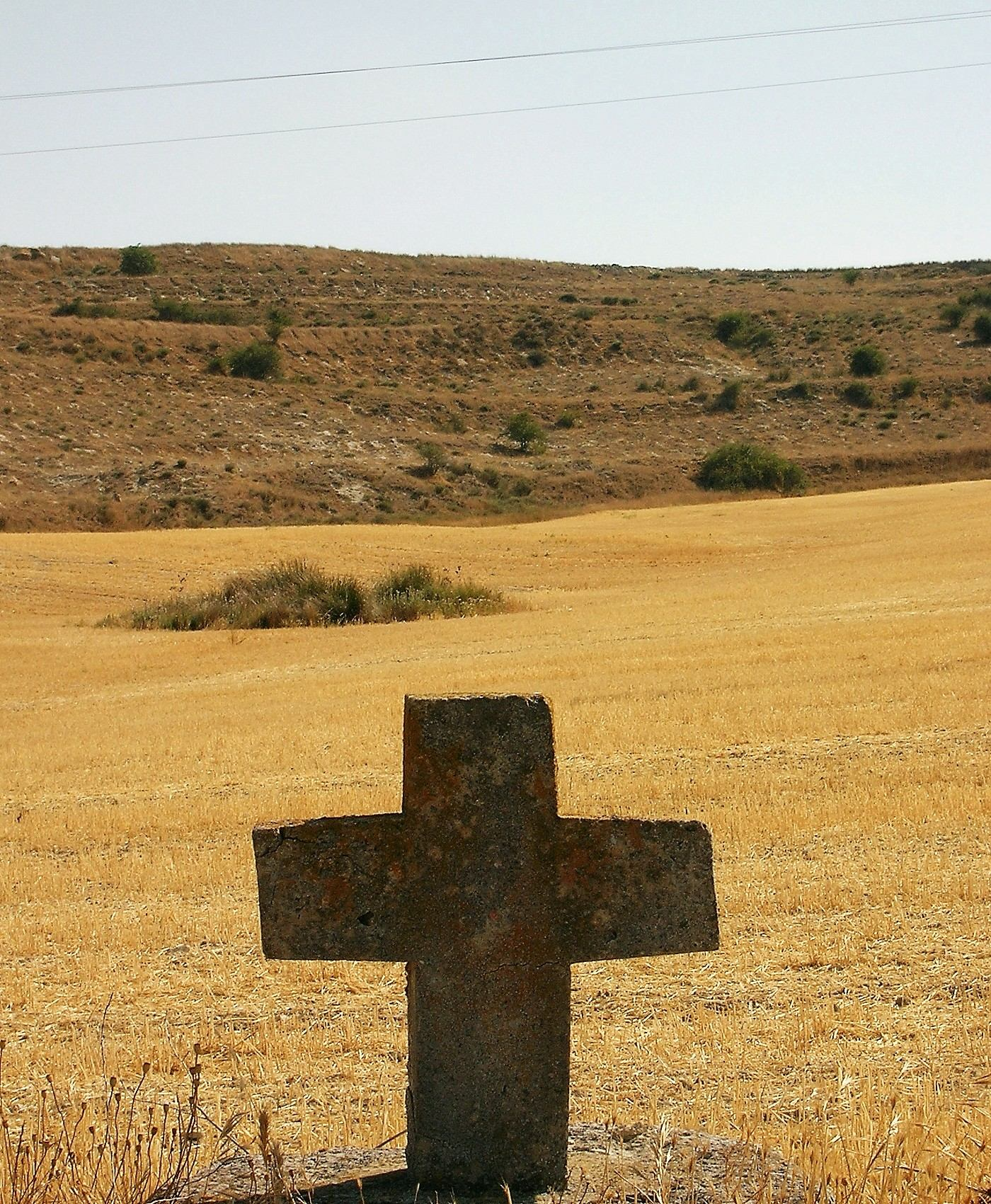
Cruz al lado de la carretera